# Protektor (film)
Protektor je český film režiséra Marka Najbrta z roku 2009, který získal šest Českých lvů za nejlepší film, režii, scénář, střih, hudbu a hlavní ženskou roli.

## Děj
Děj filmu se odehrává v Praze. Začíná na konci 30. let 20. století, hlavní těžiště příběhu ale leží v době druhé světové války. Vypráví o manželské dvojici Emilovi a Haně Vrbatových. Před válkou je Hana (Jana Plodková) herečkou, pak ale pro svůj židovský původ nemůže pokračovat v kariéře. Pracovník rozhlasu Emil (Marek Daniel), který se stane reportérem poté, co je uvězněn jeho kolega Franta (Martin Myšička), se ji snaží zachránit tím, že pomáhá německé propagandě. Hana téměř nevychází z domu, což ji začne brzy nudit, a tak se tajně schází s promítačem Petrem (Tomáš Měcháček) v blízkém kině, kde se spolu dívají na filmy, zkouší na sobě účinky drog a také provokativně vycházejí do ulic města, kde promítač Hanu fotografuje v místech, kam je Židům vstup zakázán. Emil zatím pracuje v rozhlase, kde je pod kontrolou Tomka (Richard Stanke), který začal po Frantově uvěznění chodit s Frantovou přítelkyní Věrou (Klára Melíšková). Emil se stává slavným a zamiluje se do něj naivní novinářka Krista (Sandra Nováková). Hana se ukáže na svatbě Věry a Tomka, čímž rozčílí Tomka, který požaduje, aby se Emil s Hanou rozvedl. Po svatbě pak Emil stráví noc u Kristy a ráno zaspí, jedná se zrovna o den, kdy byl spáchán atentát na Heydricha. On to ale neví a aby nepřišel do práce o tolik později, vezme si před Kristiným domem kolo, které se ale podobá kolu, po kterém je vyhlášeno pátrání. Kolo pak ukrývá ve svém bytě, gestapo jej během prohlídky neobjeví. Gestapo zabije Frantu i Petra (v době státního smutku pod vlivem drog promítal v kině) a Hana se dobrovolně přidá k Židům čekajícím na transport. Emil odmítne v rozhlasu přečíst slib zaměstnanců rozhlasu Říši u příležitosti pohřbu Reinharda Heydricha.

## Ocenění
Film Protektor byl vybrán, aby se za Česko ucházel o Oscara za nejlepší zahraniční film roku 2009. Americká filmová akademie ho však nezařadila ani do užšího výběru 9 filmů, z nichž jsou filmy nominovány.
V cenách Český lev 2009 získal Protektor 11 nominací, ze kterých proměnil 6 (nejlepší film, režie, scénář, střih, hudba a hlavní ženská role pro Janu Plodkovou).

## Obsazení
| Jana Plodková   | Hana Vrbatová     |
| Marek Daniel    | Emil Vrbata       |
| Klára Melíšková | Věra              |
| Martin Myšička  | Franta            |
| Richard Stanke  | Tomek             |
| Tomáš Měcháček  | Petr              |
| Sandra Nováková | Krista            |
| Jiří Ornest     | Arnošt Fantl      |
| Jan Budař       | kolega            |
| Josef Polášek   | producent         |
| Matthias Brandt | šéf rozhlasu      |
| Simon Schwarz   | důstojník gestapa |
| Štěpán Rusín    | Svitáček          |
| Leoš Noha       | dělník            |
| Cyril Drozda    | docent Kouba      |
| Pavel Kryl      | Zdeněk            |
| Adam Kubišta    | Jenda             |
| Tomáš Žatečka   | Jindra            |
| Ondřej Matějka  | Reinhard Heydrich |

## Soundtrack
Soundtrack k filmu obsahuje 6 skladeb (celková délka 10:79) a je celý ke stažení na webu České televize.

## Ocenění
- Cena Krzysztofa Kieslowskeho pro nejlepší hraný film na Starz Denver Film Festival 2009[6]

## Recenze
- Ondřej Vosmík, 24. září 2009
- Kamil Fila: Protektor zachránil český film od provinčnosti, Aktuálně.cz, 24. září 2009
- Vít Schmarc: Najbrtův Protektor konečně klade správné otázky, Rozhlas.cz, 24. září 2009
- Viktor Palák, Cinepur 66 (11–12) 2009: strana 45.
- František Fuka, FFFilm, 30. srpna 2009